# Igor Cassini
Conde Igor Cassini Loiewski (Sebastopol, 15 de setembro de 1915 - Manhattan, 5 de janeiro de 2002), foi um colunista social filiado ao Syndicate, considerado pela assinatura da coluna como Cholly Knickerbocker (personagem criada pelo magnata da imprensa William Randolph Hearst), como "rei das fofocas sociais" durante os anos 1940 e 1950.
No auge da sua coluna, nos anos 1950, ela era distribuída para 150 jornais de todo o mundo, com um público leitor estimado em 20 milhões de pessoas.
Reivindicava ter criado a expressão jet set para designar a alta roda social internacional, e orgulhava-se de ter sido quem divulgou Jacqueline Bouvier, futura Kennedy, como a debutante do ano de 1948.

## Biografia e carreira
Irmão mais novo de Oleg Cassini, famoso costureiro que atendia Jacqueline Kennedy quando esta era primeira-dama, era filho da condessa Marguerite Cassini (cujo pai, Arturo Cassini, fora um diplomata italiano que servira ao czar Nicolau II da Rússia) e do diplomata russo Alexander Loiewski, que adotara o sobrenome nobre da esposa.
Cassini chegou aos Estados Unidos em 1939 e apenas alguns meses depois de ter começado a trabalhar como colunista júnior no antigo jornal Washington Times-Herald, ganhou notoriedade nacional por ele próprio virar notícia: havia publicado uma nota sobre membros de duas das então proeminentes famílias da Virgínia - Montgomery e Calvert, em represália quando ele cobria um baile num clube de campo fizeram-no ir ao estacionamento dizendo que queriam vê-lo ali, então três homens das duas famílias o sequestraram, levando-o a local remoto onde o desnudaram, cobriram de piche com penas e disseram que seria castrado, caso voltasse a novamente ofendê-los; os três foram condenados e postos em liberdade condicional e o caso teria acabado ali, mas um político local declarou que os homens haviam "prestado um serviço a esta comunidade" - o que fez pessoas de destaque, a exemplo de Walter Winchell, partirem em sua defesa e pela liberdade de imprensa.
Sobre o episódio mais tarde ele refletiu: "de obscuro colunista social júnior sempre preocupado em como encontrar material para encher o espaço, contra a minha vontade eu me tornei manchete nacional."
Em 1945 foi contratado por Hearst como editor sobre sociedade do New York Journal-American e logo granjeou a atenção nacional por uma disputa com Ed Sullivan, então colunista do New York Daily News; Cassini havia sugerido que, durante o período do macartismo, Sullivan havia feito um "mal julgamento" ao contratar os "artistas de esquerda" Larry Adler e Paul Draper para o seu programa dominical na CBS; a Ford Motor Company, patrocinadora de Sullivan, fez com que este demitisse os dois artistas (Cassini mais tarde reconheceu que este "talvez não fosse seu melhor momento").
No final da década de 1950 Cassini participou da criação de uma empresa de relações públicas, a Martial & Company - não vendo qualquer conflito ético para um jornalista atuar na imagem de seus clientes, dentre os quais estavam o Escritório Brasileiro de Café, o Gabinete de Turismo do México, a Fiat Automóveis, entre outros (ele declarou ao The New York Times que sua participação era "minoritária" na empresa).
Sua amizade com o playboy internacional dominicano Porfirio Rubirosa, Cassini tinha contatos junto ao governo daquele país e propusera que a Martial os representasse - ele declarou depois que nunca houve um contrato, e que nunca recebera dinheiro dos dominicanos - mas no começo de 1960 ele informara a Allen W. Dulles, diretor da CIA, e Joseph P. Kennedy, pai do presidente, que Rubirosa lhe havia dito que rumores em Santo Domingo de que um golpe de inspiração castrista estava em andamento; John F. Kennedy, alarmado, enviou o empresário e ex-subsecretário de estado Robert D. Murphy em missão àquele país, junto ao próprio Cassini a fim de evitarem o tal golpe; a informação vazou para a imprensa e ganhou destaque no Saturday Evening Post e o governo foi exposto à vergonha de confiar a política externa a um colunista social.
Cassini foi então acusado de infração federal, pois a lei exige que agentes do governo devem ser registrados como tal; inicialmente ele se declarou inocente, mas depois alterou para admitir a culpa para, segundo ele, não prejudicar o trabalho do irmão Oleg junto à primeira-dama; julgado, foi condenado a pagar uma multa de 10 mil dólares - mas perdeu seu emprego com Hearst e a Martial perdeu seus principais clientes, pela revelação de haver representado o ditador Rafael Trujillo.

## Vida pessoal
Cassini se casou cinco vezes; a primeira com Austine Byrne McDonnell que depois do divórcio foi esposa do filho de seu patrão, William Randolph Hearst Jr.; depois se casou com Elizabeth Darrah Waters, de quem também se divorciou; Charlene Wrightsman Cassini, a terceira esposa, tomou uma overdose de pílulas para dormir logo após o escândalo com os dominicanos e a versão oficial foi de provável suicídio; mais tarde teve outros dois casamentos que também terminaram em divórcio, com Nadia Mueller e com Brenda Mitchell; teve quatro filhos - Marina, Alexander, Nicholas e Dimitri, e uma enteada - Dana Dantine.

## Negócios e últimos anos
Após a demissão de Hearst, foi por pouco tempo editor do semanário The New York Express e de uma revista que não deu certo, a Status, que seria destinada a ser um publicação de "crítica da elegância".
Foi, ainda, um dos principais proprietários do Le Club, um nightclub bastante exclusivista, de alta clientela, situado no East Side de Manhattan.
Em 1977 publicou suas memórias, sob o título de "I'd Do It Again" (Eu faria tudo de novo); tinha casa na Itália e na Espanha.